# Shahed 136
Shahed 136  (persiska: شاهد ۱۳۶, "Vittne 136") är en patrullrobot (självmordsdrönare) som tillverkas av det iranska vapenföretaget HESA. Drönaren skjuts upp från marken med en raket som separeras från farkosten direkt efter avfyrningen, och drivs därefter av en propeller. Dess långa räckvidd på 2500 kilometer, i kombination med en patrulleringstid på 12 timmar, gör att den kan användas både för att attackera avlägsna mål och för rekognosering. Då kostnaden är relativt låg, cirka 20 000 dollar, är den ofta ett populärt alternativ jämfört med exempelvis kryssningsmissiler.
Drönaren har använts av Iran och Iranstöttade miliser i flera konflikter i Mellanöstern, och har även brukats av Ryssland under det rysk-ukrainska kriget. Den går under namnet Geran-2 då den används av den ryska armén.